# John Edward Marr
John Edward Marr (* 14. Juni 1857 in Poulton-le-Sands; † 1. Oktober 1933) war ein britischer Geologe und Paläontologe.

## Leben
Marr interessierte sich schon als Jugendlicher für Geologie, nachdem er ein kambrisches Fossil bei einem Urlaub in Caernarfon in Nordwales entdeckte, das dann nach ihm benannt wurde. An der Royal Lancaster Grammar School nahm ihn sein Lehrer R. H. Tiddeman auf geologische Exkursionen mit. Er studierte ab 1875 mit einem Stipendium (Exhibitioner) Geologie am St. John’s College der Universität Cambridge, wo er bei Thomas George Bonney und Thomas McKenny Hughes studierte, noch als Student erste Veröffentlichungen hatte und 1878 mit Bestnoten abschloss. 1881 wurde er Fellow des St. John’s College, und 1882 erhielt er den Sedgwick Preis für Untersuchungen über die Fossilsammlung von Joachim Barrande aus dem Silur Böhmens, korrigierte dessen Stratigraphie und führte das Auftauchen jüngerer Fossilien im älteren Silur auf Verwerfungen im Gestein zurück, im Gegensatz zur Ansicht Barrandes, der sich dafür aussprach, dass die fossilen Arten gleichzeitig lebten. Seit dieser Zeit galt er auch als Autorität für das Paläozoikum. Ab 1886 war er University Lecturer in Cambridge, und 1917 war er als Nachfolger von Hughes Woodwardian Professor für Geologie in Cambridge. 1930 wurde er emeritiert.
Marr forschte intensiv im Lake District, mit ersten Veröffentlichungen bereits 1878.
Charles Doolittle Walcott benannte ein häufiges Fossil des Burgess-Schiefer, Marrella splendens, nach Marr.
1900 erhielt er die Lyell-Medaille und 1914 die Wollaston-Medaille. Er war seit 1891 Mitglied (Fellow) der Royal Society, deren Royal Medal er 1930 erhielt. 1888 bis 1898 war er Sekretär der Geological Society of London und 1904 bis 1906 deren Präsident. Ihm zu Ehren sind in der Antarktis der Marr-Gletscher und das Marr Bluff benannt.

## Schriften
- Agricultural geology. Methuen, 1903.
- Cumberland. Cambridge University Press, 1929.
- Deposition of the sedimentary rocks. Cambridge University Press, 1929.
- The Geology of the Lake District and the scenery as influenced by geological structure. Cambridge University Press, 1916.
- The Palaeozoic and Neozoic Times in the Lake District and Neighbourhood. In: Geology in the Field: the Jubilee Volume of the Geologists Association. 1910, S. 624–660.
- Herausgeber mit A. E. Shipley: Handbook of the Natural History of Cambridgeshire, Cambridge University Press 1904
- An introduction Geology. Cambridge University Press, 1905.
- North Lancashire. Cambridge University Press, 1912.
- The principles of stratigraphical geology. Cambridge University Press, 1898.
- The scientific study of scenery, 9. Auflage. Methuen, 1943.
- Westmoreland, Cambridge County Geographies, Cambridge University Press 1909